# Valerij Jakovlevič Brjusov
Valerij Jakovlevič Brjusov (in russo Валерий Яковлевич Брюсов?; Mosca, 13 dicembre 1873 – Mosca, 9 ottobre 1924) è stato un poeta russo, che si occupò anche di teatro, di storia e di critica letteraria. Viene considerato uno dei membri più rappresentativi del simbolismo russo.

## Biografia
Brjusov nacque in una famiglia di commercianti moscoviti, nella quale però il nonno paterno svolse il lavoro di servo della gleba, mentre quello materno si esercitò come scrittore autodidatta.
La sua famiglia seguì con entusiasmo l'ondata di materialismo e di ateismo diffusasi in quel tempo e perciò interdirono al piccolo Valerij gli studi e le letture religiose. Invece incoraggiarono il bambino a dedicare gran parte del suo tempo libero alla lettura di qualunque altro libro gli capitasse a portata di mano, inclusi i lavori di Charles Darwin, di Jules Verne, e i vari saggi scientifici.
Il futuro poeta si formò culturalmente presso le scuole ed i ginnasi moscoviti negli anni che vanno dal 1885 e il 1893.

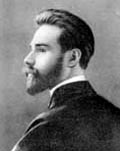
Il giovane Brjusov

Brjusov incominciò la sua carriera letteraria nel 1894, mentre ancora frequentava come studente l'Università storico-filologica di Mosca, dapprima con la traduzione di alcune opere dei poeti simbolisti francesi Paul Verlaine, Maurice Maeterlinck, Stéphane Mallarmé e di Edgar Allan Poe, e poi con la pubblicazione di suoi poemi raccolti in tre volumi intitolati Russkie simvolisty (Simbolisti russi), i quali portarono per la prima volta alla ribalta il decadentismo-simbolismo russo, influenzato dallo stesso movimento artistico in auge nel resto dell'Europa.
Nelle raccolte successive, Me meum esse (1897) e Tertia vigilia (1900), Bryusov introdusse tematiche storico e sociali e nello stesso periodo si dimostrò uno degli artefici di tutto il movimento modernista del suo Paese. Queste sue attività si concretizzarono nella casa editrice Skorpion e nella rivista Vesy (La bilancia).
Nella raccolta intitolata Venok ("La corona") del 1906 apparvero segnali di lirica intima, che affiancarono le ricostruzioni a sfondo storico e mitologico.
Intorno agli anni dieci del Novecento, la sua popolarità e la sua reputazione subirono un lieve e temporaneo calo, proprio nel periodo in cui il poeta si oppose alla spinta interna russa di indirizzare il Simbolismo verso un anarchismo a sfondo mistico. Brjusov invece si riaccostò in questo periodo alla poesia classica e diresse la rivista Arte della Russia meridionale.
Durante le prime fasi della prima guerra mondiale Brjusov si trasferì al fronte come corrispondente militare per la rivista Novelle russe. In questi anni il sentimento patriottico intrise le sue liriche.

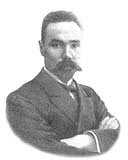
Brjusov negli anni 1900

Nel 1917 il poeta appoggiò Maksim Gor'kij nelle sue invettive e critiche nei confronti del governo.
Lo scoppio della Rivoluzione d'ottobre venne approvato e seguito con attenzione e il poeta partecipò alla vita culturale del suo paese, ottenendo incarichi importanti nell'ambito del ministero della cultura, come la direzione della Biblioteca di Mosca e la Presidenza dell'Unione dei poeti russi.
In questo periodo Brjusov si dimostrò fertile e operoso pubblicando nuove raccolte di poesie, tra le quali V takie dni (In tali giorni) del 1921 e Dali (Lontananze) del 1922.
Come romanziere Brjusov si mise in evidenza con i romanzi storici Ognennyi angel (L'angelo di fuoco) del 1908, inerente al clima psicologico diffuso nel XVI secolo in Germania, e Altar pobedy (L'altare della vittoria) del 1913, descrivente la vita nell'antica Roma, entrambi caratterizzati da un'atmosfera mitologica e storica.
Come traduttore, Brjusov risultò un meticoloso divulgatore del poeta belga Émile Verhaeren, oltre a risultare uno dei maggiori traduttori di Paul Verlaine. Le sue traduzioni più significative furono quelle di Edgar Allan Poe, Romain Rolland, Maurice Maeterlinck, Victor Hugo, Jean Racine, Molière, Byron, e Oscar Wilde. Bryusov inoltre tradusse il Faust di Johann Wolfgang von Goethe e l'Eneide di Virgilio. Durante gli anni dieci del Novecento, si specializzò nella traduzione di poeti armeni.
Come critico letterario, Brjusov discusse lungamente e approfonditamente le teorie del simbolismo, enunciandone sia le forme sia i contenuti. Con il passare degli anni, Bryusov evidenziò una maggiore simpatia nei confronti dei cosiddetti "poeti proletari".
Di una notevole importanza furono anche i suoi studi su Aleksandr Puskin, su Gogol' e su Aleksej Tolstoi.